# Felicia (farmacie)
Felicia este cea mai mare rețea de farmacii din Republica Moldova, fiind prezentă pe întreg teritoriul țării și lider de piață în retail-ul de produse farmaceutice (vânzări cu amănuntul a produselor pentru sănătate și frumusețe), numără peste 150 de farmacii și markete farmaceutice. Asortimentul include medicamente, produse pentru sănătate (suplimenți nutritivi, vitamine, tehnică medicală), mărfuri de prim ajutor, produse pentru frumusețe și igiena zilnică, alimentație sănătoasă, cosmetică curativă și proteze auditive. Pe lângă produse farmaceutice sunt deschise în cadrul farmaciilor: Optica, salonul mamei și copilului.

## Istoric
Farmacia Felicia a fost înființată în 1997, de către Dorian Berdos și a introdus pentru prima dată în Republica Moldova conceptul de farma-market (health & beauty pharmacy) în 2005. În anul 2012, rețeaua de farmacii Felicia număra peste 100 de farmacii în mai multe orașe ale țării.